# Czornoje Znamia
Czornoje Znamia (ros. Чёрное знамя – czarny sztandar) znani też jako Czarnoznamieńcy – terrorystyczna organizacja anarchistyczna, założona w 1905 w Białymstoku przez Judę Grossmana-Roszczina, aktywna na terenie Imperium Rosyjskiego, dążąca do wprowadzenia terroru ekonomicznego do walki strajkowej.

## Organizacja
Członkowie organizacji rekrutowali się głównie spośród uczniów, rzemieślników i robotników fabrycznych, niekiedy spośród chłopów, bezrobotnych, a nawet włóczęgów czy złodziei. Byli to przede wszystkim Żydzi, ale też Polacy, Rosjanie i Ukraińcy, w większości w wieku 19–20 lat, choć zdarzali się wśród nich nawet piętnastolatkowie. Działali głównie w Białymstoku, Grodnie, Wilnie, Jekaterynosławiu, Warszawie i Odessie.

## Program
Odwoływali się głównie do Kropotkina, uznając się za anarchistów-komunistów, kolportując i czytając z entuzjazmem wydawane przez kółko kropotkinowców w Genewie rosyjskojęzyczne pismo „Chleb i Wola”, jednak korzeni ich programowego antyintelektualizmu, taktyki konspiracji i przemocy należy raczej szukać w koncepcjach Michaiła Bakunina. Czornoje Znamia wypowiadała się przeciwko wszelkim legalnym formom walki o poprawę bytu mas pracujących, stojąc na stanowisku, że działalność taka stanowi legitymizację ówczesnego ładu społeczno-politycznego i odciąga masy od rewolucyjnej walki o zniszczenie państwa. Za główny oręż walki uznawali terror ekonomiczny, a przede wszystkim tzw. „terror nieumotywowany” – tj. skierowany nie tyle przeciwko odznaczającemu się wyjątkową brutalnością eksploatatorowi, ale przeciwko burżuazji w ogóle. Już sam fakt przynależności do klasy pasożytów i wyzyskiwaczy powinien być przyczyną terroru. Amerykański historyk ruchu anarchistycznego Paul Avrich charakteryzował ideologię Czarnoznamieńców jako „ślepy fanatyzm i bezustanną przemoc”, wskazywał również na fakt, iż była to pierwsza organizacja anarchistyczna uznająca politykę terroru celem destabilizacji państwowego porządku.

## Recepcja i oddziaływanie
Propaganda skrajnych grup anarchistycznych jak Czornoje Znamia, albo nieustępującej jej w fanatyzmie Bieznaczale, trafiła w imperialnej Rosji na podatny grunt. Kryzys, straszliwe bezrobocie, ucisk polityczny i narodowościowy czy gwałty miejscowej policji sprawiły, że hasła anarchistów spotkały się z uznaniem uboższych warstw proletariatu. W okresie rewolucji 1905 roku zaczęły masowo powstawać kolejne anarchistyczne grupy. W samym tylko Białymstoku, gdzie Czarnoznamieńcy dominowali wśród anarchistów, liczba członków organizacji, po przejściu doń wielu działaczy partii socjalistycznych, wzrosła z kilkunastu w 1904 do około dwustu w 1905. Tym samym anarchiści w krótkim okresie rewolucji byli najsilniejszym na Białostocczyźnie ugrupowaniem przeważając nad Bundem, PPS-em i eserowcami.
Powstanie organizacji wywołało silną reakcję krytyczną wśród grup anarchistycznych w Europie, zwłaszcza wśród rosyjskojęzycznych emigrantów. W odpowiedzi na działalność grupy i wypuszczone przez nią pod tą samą nazwą pismo, powstały pisma „Burewiestnik” i „Nowyj Mir” akcentujące konieczność walki politycznej.